# Ken Greengrass
Ken Greengrass (22 de junio de 1926 - 10 de abril de 2014) fue un músico y productor de televisión estadounidense ganador de un Emmy, quizás más conocido como gestor de este tipo de artistas musicales como Eydie Gormé y Steve Lawrence, Art Garfunkel y Florence Henderson.

## Vida personal
Nacido en Bronx, se graduó de la Escuela de Música de Manhattan.

## Carrera
Greengrass comenzó su carrera en la industria del entretenimiento como un trompetista profesional, y su conocimiento de música llevó a una carrera de gestión de artistas y producción de muchos de sus discos, obteniendo decenas de discos de oro. Greengrass se inició en la industria de la música tocando la trompeta en una banda en la que Eydie Gorme era el cantante principal. Poco después, se convirtió en su mánager y ayudó a dirigir sus carreras y a decenas de otros artistas, incluyendo a Diahann Carroll, Steve Lawrence, Florence Henderson, John Pizzarelli, The Highwaymen (banda de folk) y Bob McGrath (Sesame Street).

## Muerte
Greengrass murió el 10 de abril de 2014 en la ciudad de Nueva York después de una breve enfermedad, rodeado de su familia. Tenía 87 años.